# Gewöhnlicher Hornklee
Der Gewöhnliche Hornklee (Lotus corniculatus), auch Gemeiner Hornklee genannt und in der Schweiz auch Schotenklee genannt, gehört zur Gattung Hornklee (Lotus) innerhalb der Familie der Hülsenfrüchtler (Fabaceae).

## Pflanzenbeschreibung

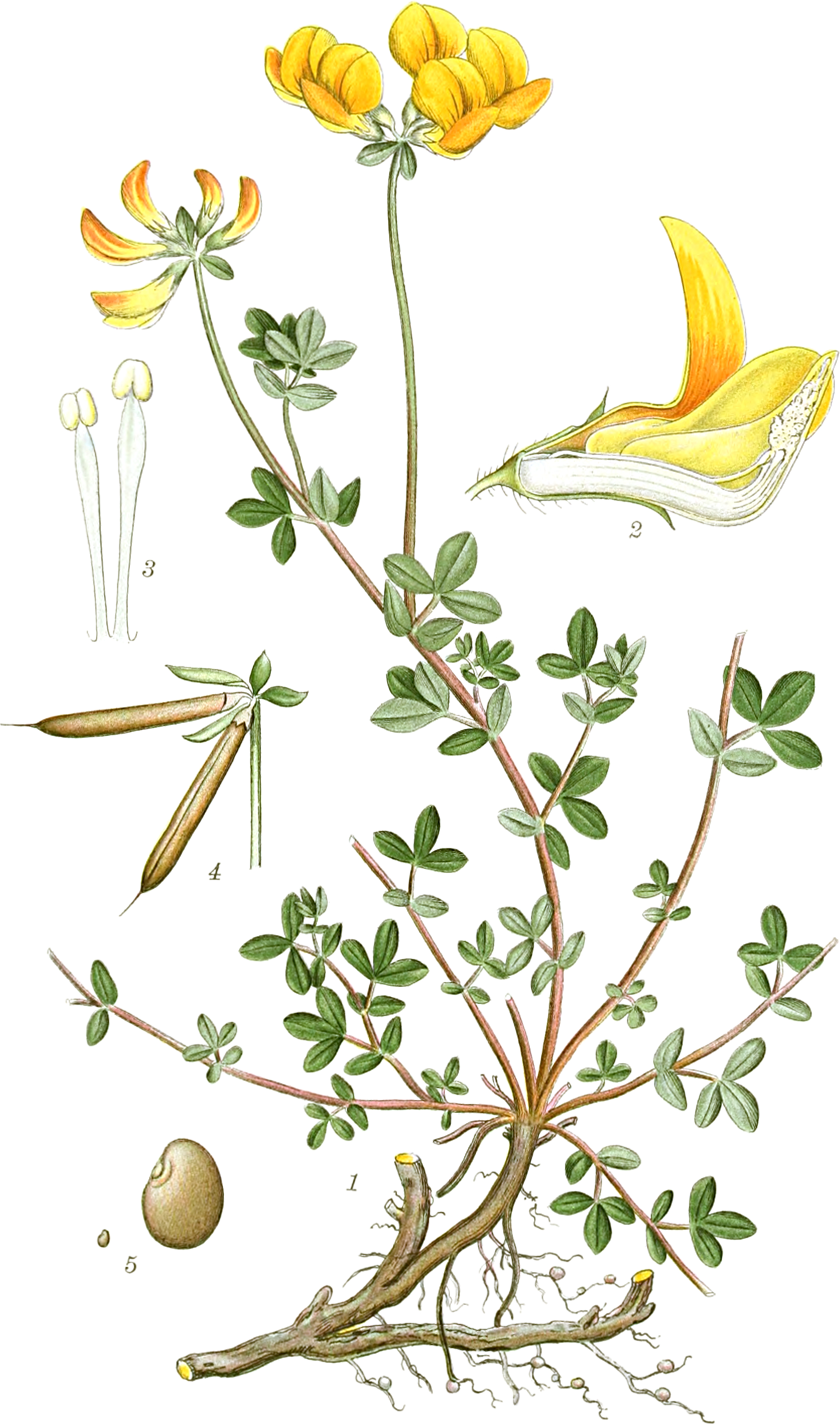
Illustration

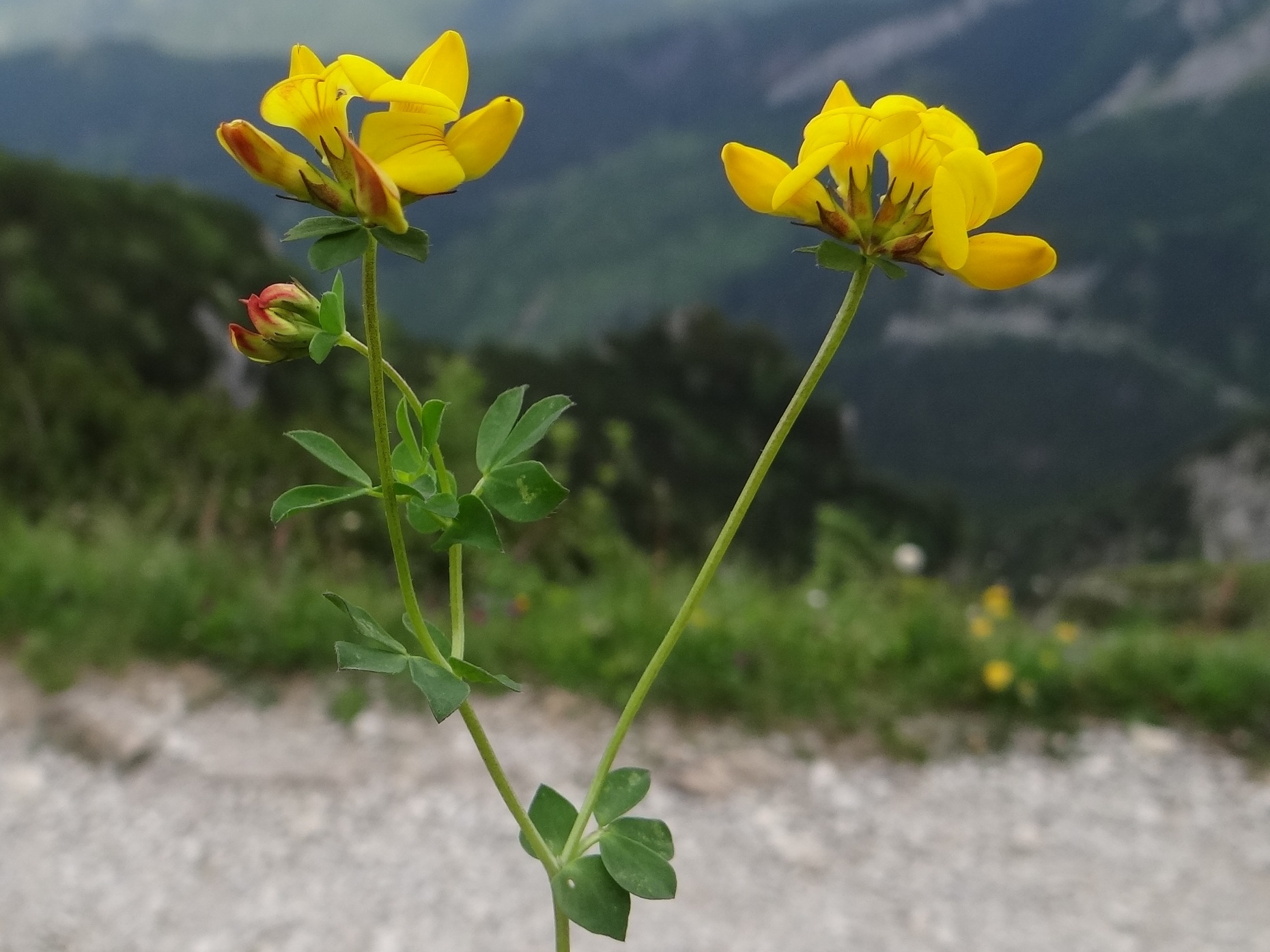
Gewöhnlicher Hornklee (Lotus corniculatus)

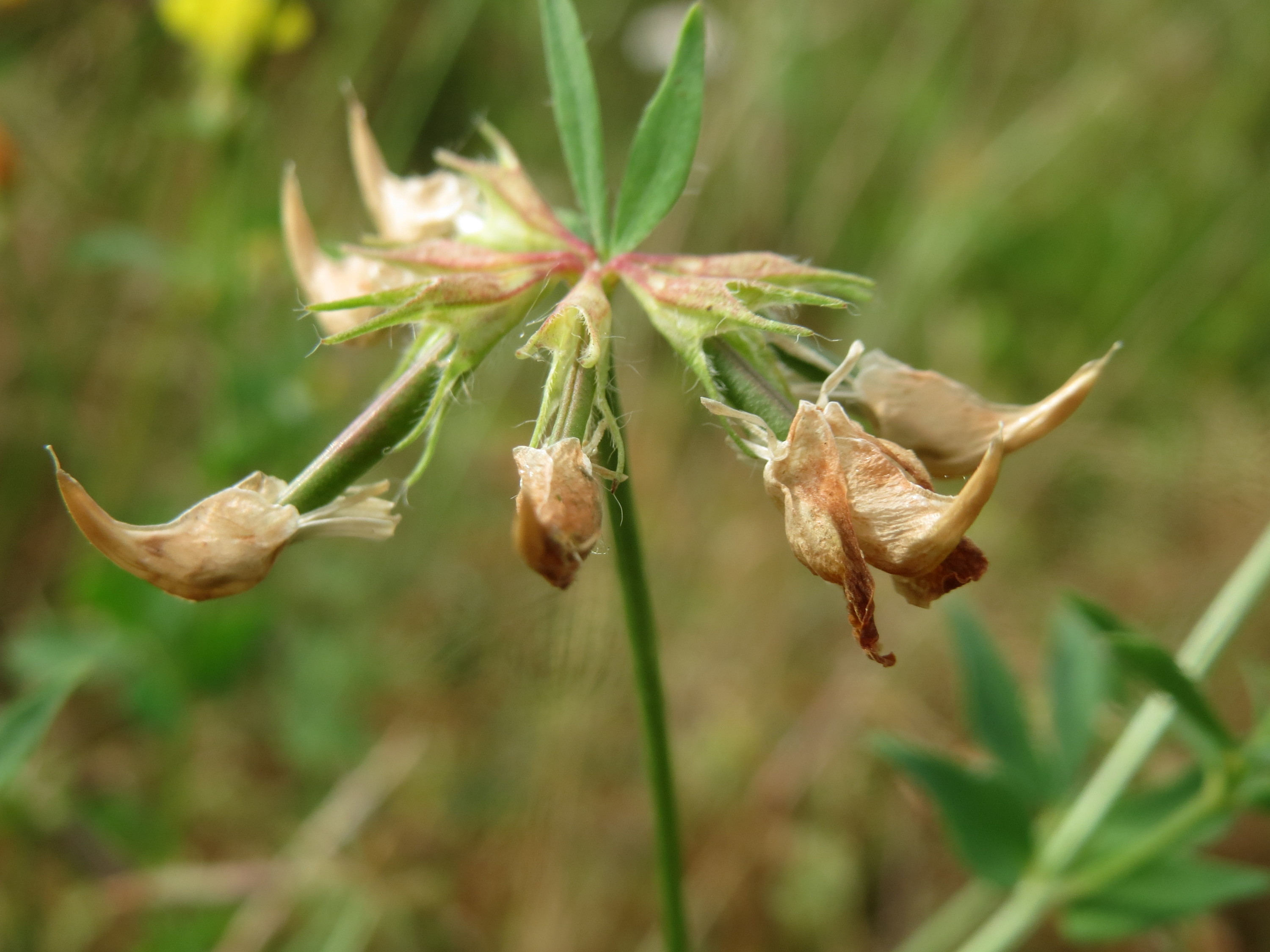
Die behornte Hülsenfrucht gab der Gattung ihren Namen.

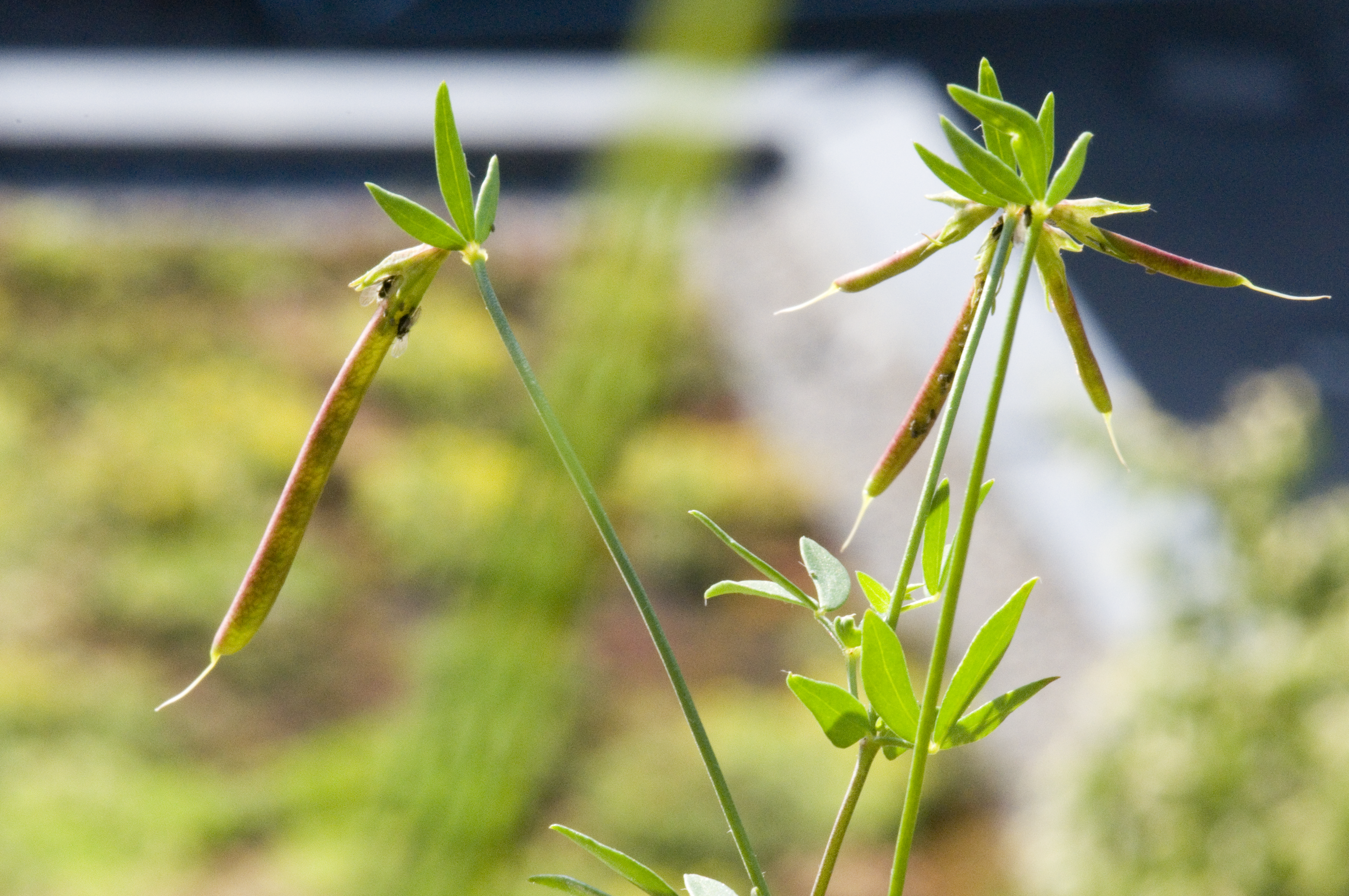
Frucht des Gewöhnlichen Hornklees

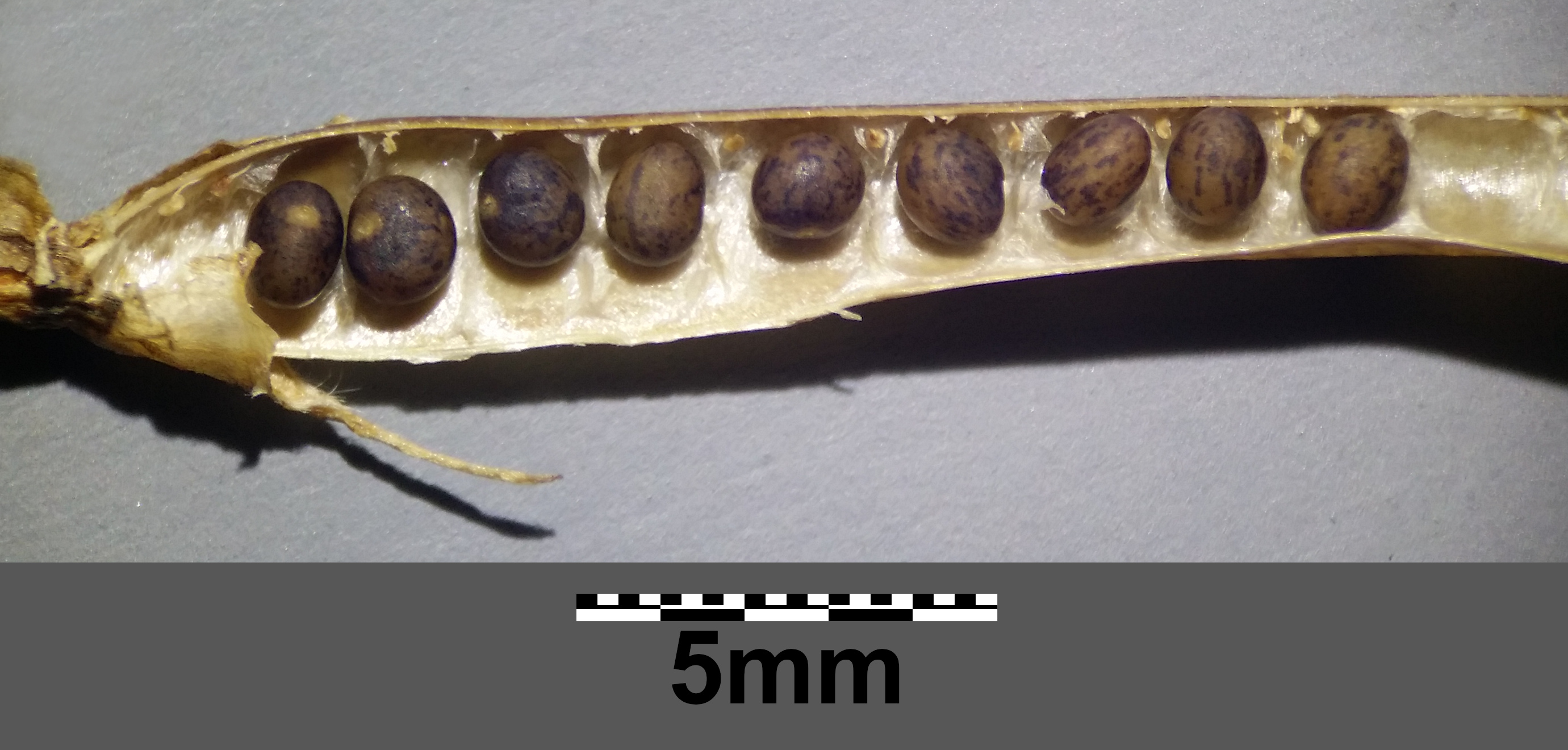
Geöffnete Frucht mit Samen

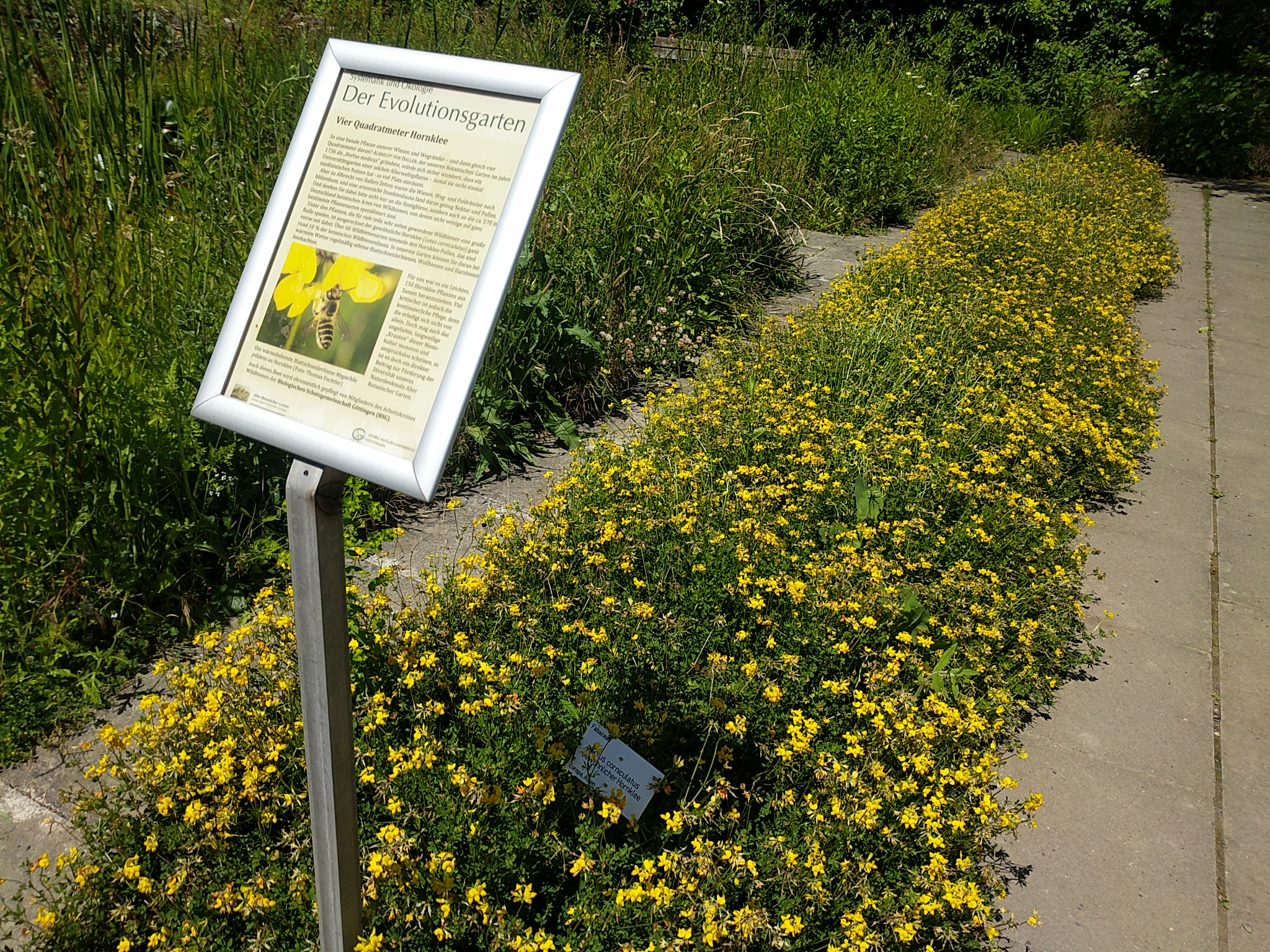
Wegen seiner Bedeutung für Wildbienen angelegtes Hornklee-Beet im Alten Botanischen Garten Göttingen

### Vegetative Merkmale
Die ausdauernde krautige Pflanze erreicht Wuchshöhen zwischen 5 und 30 cm. Die Stängel sind aufsteigend bis aufrecht oder niederliegend, wenige verzweigt und rund oder kantig. Die Nebenblätter sind schief-eiförmig, spitz und fast so groß wie die Laubblätter. Die Blättchen sind verkehrt eiförmig bis keilförmig, sehr kurz gestielt und ganzrandig. Die Blattunterseite ist etwas bläulichgrün. Die unteren 2 Blättchen sind oft schief verkehrt eiförmig.

### Generative Merkmale
Blütezeit ist von Mai bis September. Die doldigen Blütenstände sind zwei- bis siebenblütig und an der Basis mit drei kleinen Hochblättern versehen. Die Kelchzähne sind vor dem Blühen zusammengeneigt. Die 15 mm lange gelbe Blütenkrone ist eine t<pische Schmetterlingsblüte und oft außen rötlich. Das Schiffchen ist zur Spitze hin rechtwinklig aufgebogen. Ein spezieller Pumpmechanismus dient der Bestäubung der Blüten. Der Pollen wird schon im Knospenzustand entleert. Dabei bilden die keulenförmig angeschwollenen Staubfäden einen Kolben, der den Pollen, falls Schiffchen und Flügel von einem Insekt belastet werden, aus der Blüte herauspressen. Dieser Vorgang kann pro Blüte etwa achtmal wiederholt werden.
Die Hülsenfrucht gab der Art ihren deutschen Namen. Die Hülsen sind etwa 2 bis 3 Zentimeter lang und 2,5 bis 4 Millimeter breit und gerade. Sie sind reif kastanienbraun und ihre Klappen rollen sich nach dem Aufspringen ein.
Der Gewöhnliche Hornklee ist eine recht variable Art und meist tetraploid. Die Chromosomenzahl ist 2n = 24.

## Ökologie
Der Gewöhnliche Hornklee dient auch als Futterpflanze, Stickstoff-Lieferant und Bienenweide. Mehr als 60 der in Deutschland knapp 600 nachgewiesenen Wildbienenarten sammeln Hornklee-Pollen. Sein Nektar enthält durchschnittlich 40 % Zucker, jede einzelne Blüte produziert täglich 0,08 mg Zucker. Darüber hinaus ist der Gewöhnliche Hornklee eine wichtige Futterquelle für den Hauhechel-Bläuling.
Der Gewöhnliche Hornklee wurzelt bis einen Meter tief. Er wird über 20 Jahre alt. Er nimmt auch mit sehr mageren Böden vorlieb und ist dank seinem Wurzeltiefgang gegen Trockenheit besonders widerstandsfähig. Bemerkenswert ist auch die außergewöhnlich starke Bestockung der Art. Die Bestockungstriebe entspringen dicht gedrängt am Ende des kurzen dicken Erdstocks und bilden anfangs niederliegende, dann aufsteigende, aber nie sich bewurzelnde Stängel. Es bilden sich also keine Ausläufer.
Der Gewöhnliche Hornklee wird vom Rostpilz Uromyces euphorbiae-corniculati mit Uredien und Telien befallen.
Die Blüten werden oft durch die Gallmücke Contarinia loti deformiert. Die Blüten werden dann zu meist kugeligen roten Blasen entwickelt.

## Toxikologie
Die Pflanze enthält Blausäure abspaltende (cyanogene) Verbindungen. Die gewöhnlich davon vorhandenen Mengen sind für Säugetiere unschädlich, aber bei Schnecken, den Hauptfeinden des frisch austreibenden Hornklees, wirken sie als Fraßgift.

## Vorkommen
Das Hauptverbreitungsgebiet dieser Art ist das mittlere und westliche Eurasien und das nördliche Mittelmeergebiet. In Europa kommt er in allen Ländern ursprünglich vor außer in Island, wo er eingeführt wurde. In Österreich ist sie sehr häufig in allen Bundesländern.
Als Standort bevorzugt die Art Wiesen, Grasplätze, Halbtrockenrasen, Gebüsche, Steinbrüche, Felsen und Wegränder. Sie gedeiht auf warmen, mäßig trockenen bis frischen, nährstoff- und basenreichen, mehr oder weniger humosen, lockeren Lehmböden. Sie kommt vor in Gesellschaften der Ordnung Arrhenatheretalia, aber auch der Verbände Mesobromion oder Molinion. In den Alpen ist sie bis in Höhenlagen von etwa 2300 m anzutreffen. In den Allgäuer Alpen steigt sie am Kemptener Köpfle in Bayern bis zu einer Höhenlage von 2150 Metern auf.
Die ökologischen Zeigerwerte nach Landolt et al. 2010 sind in der Schweiz: Feuchtezahl F = 2+ (frisch), Lichtzahl L = 4 (hell), Reaktionszahl R = 3 (schwach sauer bis neutral), Temperaturzahl T = 3 (montan), Nährstoffzahl N = 3 (mäßig nährstoffarm bis mäßig nährstoffreich), Kontinentalitätszahl K = 3 (subozeanisch bis subkontinental).

## Taxonomie und Systematik
Der Gewöhnliche Hornklee wurde 1753 von Carl von Linné in Species Plantarum Band 2, Seite 775 als Lotus corniculatus erstbeschrieben.
Je nach Autor gibt es verschiedene Unterarten, die andere aber als eigenständige Arten anerkennen wie beispielsweise Lotus delortii Timb.-Lagr. oder Lotus preslii Ten. Weitere Unterarten sind:
- Lotus corniculatus subsp. afghanicus Chrtková: Sie kommt nach POWO in Afghanistan und Pakistan vor.[9]
- Lotus corniculatus subsp. frondosus Freyn: Sie wurde 1904 aus Aserbaidschan beschrieben.[6]
- Lotus corniculatus subsp. fruticosus Chrtková: Sie kommt in Afghanistan vor.[9]

## Bilder
Blütenstand des Gewöhnlichen Hornklees (Lotus corniculatus):

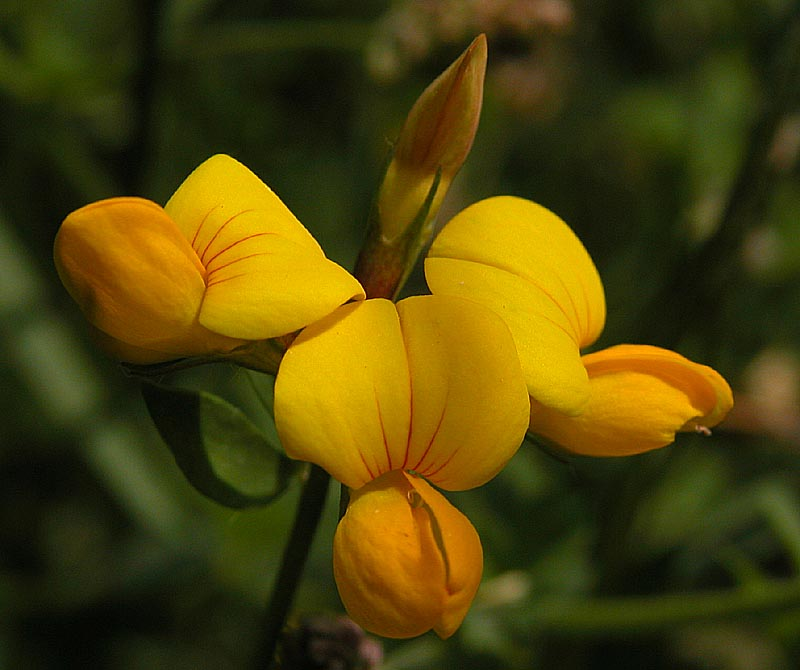
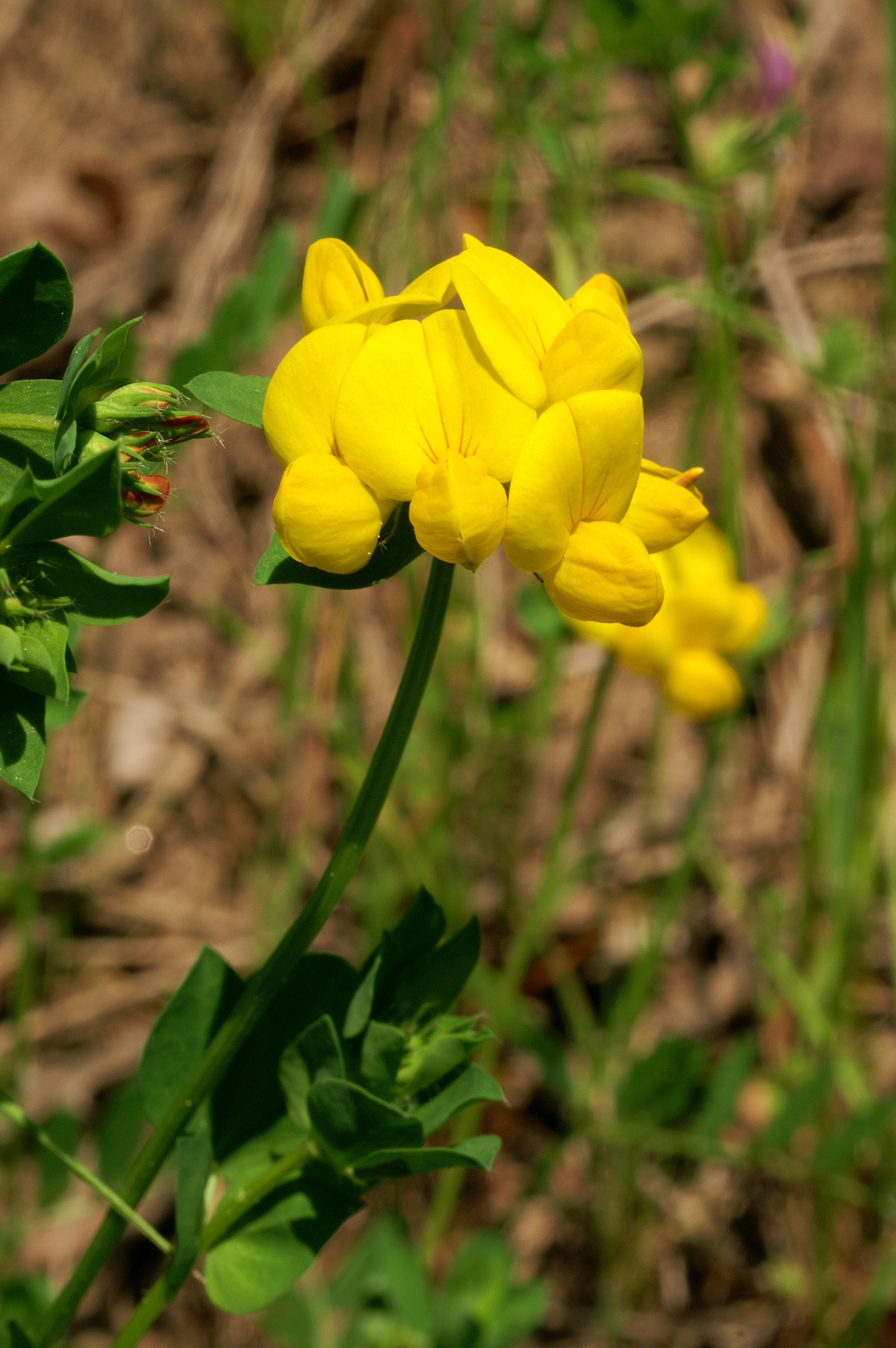
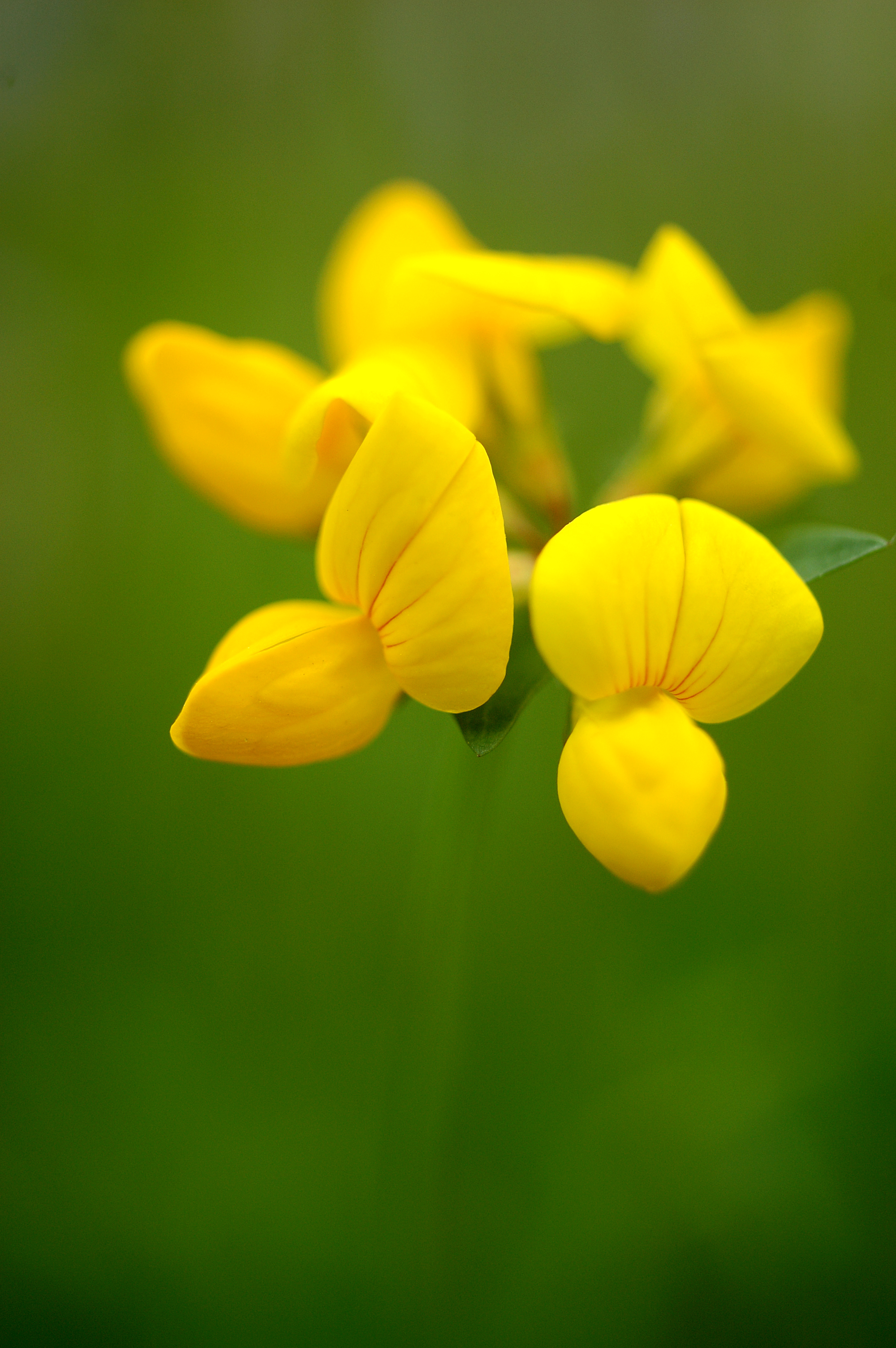
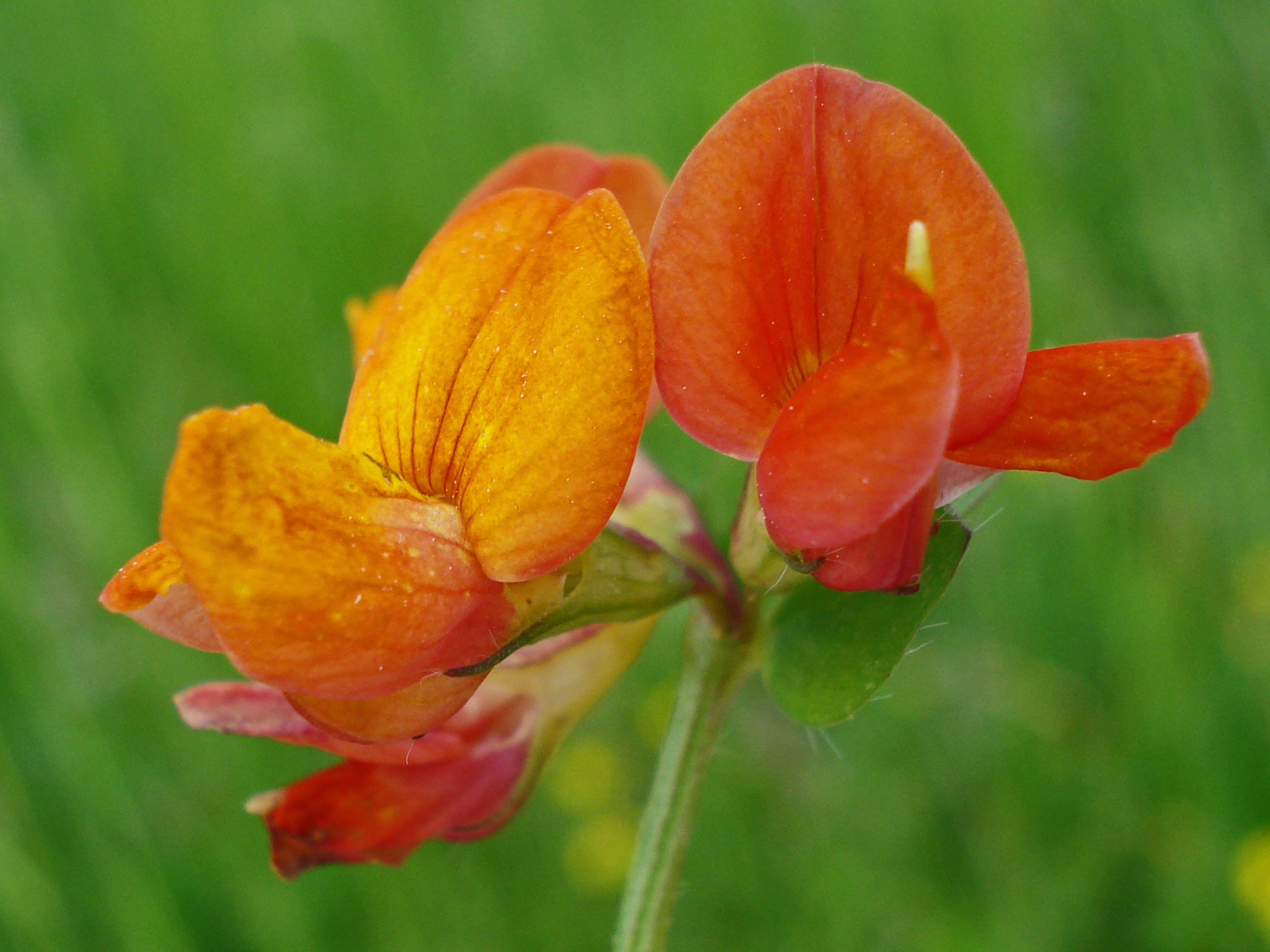
Stark rötlich/orange überlaufenes Exemplar